# Llengües mixezoque
Les llengües mixezoque són una família lingüística de les llengües parlades a l'istme de Tehuantepec, la sierra de Juárez i l'occident de Chiapas. El govern mexicà reconeix tres llengües mixezoque diferents, que són el mixe, el zoque i el popoluca (encara que realment el terme "popoluca" es refereix a llengües diferents, malgrat la similitud en el nom). La primera d'aquestes llengües posseeix al voltant de dos-cents mil parlants, concentrats especialment al nord d'Oaxaca. El zoque, per la seva banda, compta amb al voltant de cent mil usuaris, i el popoluca, al voltant de seixanta-nou mil. Malgrat el que poguessin indicar les aparences nominals, en realitat cadascun dels termes assenyala més pròpiament un conjunt de llengües emparentades entre si, que sovint són inintel·ligibles. Ethnologue compta al voltant de 16 llengües mixezoque diferents. Per la seva banda Wichmann (1995), en la seva classificació més recent, distingeix dotze llengües i onze dialectes.
Algunes llengües extintes avui dia han estat classificades com a mixezoque. Aquest és el cas de l'idioma tapachulteca, parlat a la regió de Tapachula, al sud-est de Chiapas.

## Història
Històricament, la família mixezoque va tenir una major difusió, aconseguint la costa del Pacífic guatemalenc. Terrence Kaufman i Lyle Campbell (1976) han argumentat, basats en un cert nombre de préstecs lingüístics oposats en altres llengües mesoamericanes, que és molt probable que els portadors de la cultura olmeca hagin estat parlants d'alguna llengua mixezoque. Per la seva banda, Terrence Kaufman i John Justeson, en últims temps han dit que van completar el desxiframent de l'escriptura epi-olmeca, corresponent a alguna llengua mixezoque.
Ambdues postures han estat criticades. Michael Coe i David Stuart assenyalen que encara resulten insuficients les proves que l'epi-olmeca ha estat desxifrat amb propietat, i han intentat emprar les claus proposades per Kaufman i Justeson per llegir altres materials, amb el propòsit de demostrar la seva fiabilitat. Wichmann (1995) critica alguns dels suposats préstecs lingüístics mixezoque en l'àmbit mesoamericà. En aquest sentit, apunta que les paraules poden ser zoques, però no mixes. Segons això, seria impossible que els olmeques fos parlants de proto-mixezoque, ja que en el temps d'apogeu de l'anomenada cultura mare (1500-100 aC), les llengües mixe i zoque formaven una unitat.
Kaufman va atacar l'any 2001 les bases dels préstecs mixezoque en altres llengües mesoamericanes, argumentant la presència de pobles d'aquesta filiació a Teotihuacan. Kaufman assenyala que les característiques atribuïdes al mixezoque són en realitat comunes a diverses llengües mesoamericanes i tenen àmplia difusió a la zona.
D'altra banda, al principi del segle xx; Edward Sapir va incloure al grup mixezoque en la hipotètica superfamília macropenutia. També s'ha intentat relacionar-la en una suposada família macromaia, juntament amb les llengües totonaques i les llengües maies.

### Classificació interna
Les estimacions glotocronològiques per al temps de diversificació a partir del proto-mixezoque és de 36 segles. El temps de diversificació de cada grup a partir del proto-mixe i el proto-zoque són substancialment menors. Les llengües zoques semblen tenir un temps de diversificació d'uns 14 segles, mentre que les llengües mixes semblen tenir un temps de diversificació d'uns 13 segles.
| Classificació de les llengües mixezoque |       |                         |                         |                                    |                          |
| Família                                 | Grups | Grups                   | Grups                   | Llengua                            | Territori                |
| Llengües mixezoque                      | Mixe  | Mixe d'Oaxaca           | Mixe d'Oaxaca           | Varietats mixes de la sierra Norte | Sierra de Norte (Oaxaca) |
| Llengües mixezoque                      | Mixe  | Mixe del Golf           | Mixe del Golf           | Popoluca de Sayula                 | Veracruz                 |
| Llengües mixezoque                      | Mixe  | Mixe del Golf           | Mixe del Golf           | Popoluca d'Oluta                   | Veracruz                 |
| Llengües mixezoque                      | Zoque | Zoque del Golf          | Zoque del Golf          | Popoluca de Texistepec             | Veracruz                 |
| Llengües mixezoque                      | Zoque | Zoque del Golf          | Zoque del Golf          | Popoluca de Soteapan               | Veracruz                 |
| Llengües mixezoque                      | Zoque | Zoque de los Chimalapas | Zoque de los Chimalapas | Zoque de San Miguel Chimalapa      | Los Chimalapas (Oaxaca)  |
| Llengües mixezoque                      | Zoque | Zoque de los Chimalapas | Zoque de los Chimalapas | Zoque de Sta. María Chimalapa      | Los Chimalapas (Oaxaca)  |
| Llengües mixezoque                      | Zoque | Zoque de Chiapas        | Zoque de Chiapas        | Varietats zoques de Chiapas        | Ponent de Chiapas        |

### Nombre de parlants
Llista de les llengües mixezoque, amb nombre de parlants (i data d'estimació):
1. Llengües mixes
  1. Grup oriental
    1. Mixe de Coatlán 5.000 (1993)[2]
    2. Mixe de l'Istme 20.000 (1990)[3]
    3. Mixe de Juquila 8.000 (2002)[4]
    4. Mixe de Mazatlán 19.200 (2000)[5]
    5. Mixe de Atitlán 13.000 (2002)[6]
    6. Mixe de Quetzaltepec 6.700 (2002)[7]

  2. Grup de Veracruz
    1. Popoluca d'Oluta 100 (1990)[8]
    2. Popoluca de Sayula 4.000 (1990)[9]

  3. Grup de l'oest
    1. Mixe de Tlahuitoltepec 5.000 (1991)[10]
    2. Mixe de Totontepec 5.200 (1990)[11]
2. Zoque
  1. Zoque de Chiapas
    1. Zoque de Copainalá 10.000 (1990)[12]
    2. Zoque de Francisco León 20.000 (1990)[13]
    3. Zoque de Rayón 2.150 (1990)[14]

  2. Zoque d'Oaxaca
    1. Zoque de Chimalapa 4.500 (1990)[15]

  3. Zoque de Veracruz
    1. Popoluca de la Sierra 30.000 (1991)[16]
    2. Popoluca de Texistepec 450 (1990)[17]
    3. Zoque d'Ayapa 40 (1971)[18]

### Relació amb altres llengües
Els primers intents classificatoris, com el d'Orozco y Berra, proposaven una afinitat entre les llengües mixezoque i les llengües otomang. No obstant això, aquesta proposta ha estat rebutjada per falta d'evidència empírica. Justeson i Kaufman (1994) van provar un avantpassat d'aquesta família, va haver de ser la llengua parlada pels olmeques (els autors denominen a la llengua dels olmeques testimoniada en els deixants de pedra, com epiolmeca).
Recentment sobre la base d'una llista de gairebé 200 cognats, s'ha pogut establir sòlidament que les llengües mixezoque estan emparentades amb les llengües totonaques, formant les dues famílies les dues branques de la família totozoque (Brown et al. 2011).

## Característiques comunes

### Fonologia
L'inventari fonèmic del mixezoque reconstruït per Wichmann (1995) pot semblar relativament simple. No obstant això, alguns dels idiomes moderns han estat innovadors: alguns han eliminat algunes vocals i uns altres han introduït el contrast fortis/lenis en la sèrie de consonants oclusives. El fonema lateral /l/ es troba en poques paraules, i és possible que aquestes paraules tinguin un origen onomatopeic. La següent taula dona l'inventari reconstruït:
|             |             | Labial | Labial | Alveolar | Alveolar | Palatal | Palatal | Velar | Velar | Glotal | Glotal |
| ----------- | ----------- | ------ | ------ | -------- | -------- | ------- | ------- | ----- | ----- | ------ | ------ |
| Oclusives   | Oclusives   | *p     | *p     | *t       | *t       | *ts     | *ts     | *k    | *k    | *ʔ     | *ʔ     |
| Fricatives  | Fricatives  |        |        | *s       | *s       |         |         |       |       | *h     | *h     |
| Nasals      | Nasals      | *m     | *m     | *n       | *n       |         |         |       |       |        |        |
| Aproximants | Aproximants | *w     | *w     |          |          | *j      | *j      |       |       |        |        |

Quant a les vocals l'inventari és:
|                | Anterior | Central | Posterior |
| -------------- | -------- | ------- | --------- |
| Tancada (alta) | *i *i:   | *ɨ *ɨ:  | *u *u:    |
| mitjana        | *e *e:   |         | *o *o:    |
| Oberta (baja)  |          | *ɑ *ɑ:  |           |

A més les llengües mixezoque es caracteritzen per nuclis sil·làbics complexos, formats per combinacions de vocals i l'oclusiva glotal i /h/ en proto-mixezoque. Els nuclis sil·làbics de les llengües mixezoque poden aparèixer sota les següents formes:
V - vocal curta
V' - vocal curta amb oclusiva glotal
VV - vocal allargada
V'V - vocal allargada amb oclusiva glotal intermèdia
VV' - vocal allargada amb oclusiva glotal final
Vh - vocal curta aspirada

### Gramàtica
Els idiomes mixezoques són llengües polisintètiques amb verbs morfològicament complexos i substantius simples. Assenyalen gramaticalment tant subjectes com objectes en els verbs. Empren un alineament morfosintàctic de tipus ergatiu i tenen un sistema directe/invers. Distingeixen dos tipus d'oracions bàsiques: independent i depenent.

### Comparació lèxica
El següent quadre resumeix els numerals en diferents varietats de llengües mixezoques:
| GLOSSA | Mixe               | Mixe               | Mixe          | Zoque               | Zoque              | Zoque          | proto- mixe-zoque |
| GLOSSA | Popoluca de Sayula | Mixe de Totontepec | proto-mixe    | Popoluca Texistepec | Zoque de Copainalá | proto-zoqueano | proto- mixe-zoque |
| ------ | ------------------ | ------------------ | ------------- | ------------------- | ------------------ | -------------- | ----------------- |
| 1      | tuʔk               | toʔk               | *tuʔ.k        | tum                 | tumi               | *tum-          | *tu-              |
| 2      | mečk               | mehʦk              | *mehʦ.k       | wisnaʔ              | meʦa               | *meʦ-, *wis-   | *mehʦ-, *wis-     |
| 3      | tūgup              | tōhk               | *tuku.k       | tuknaʔ              | tukaʔy             | *tuku-         | *tuku-            |
| 4      | mak.tašp           | mak.tāšk           | *mak.tas.k    | baksnaʔ             | makškuʔ            | *maktas-       | *mak.tas-         |
| 5      | mogošp             | mugošk             | *mokoš.k      | bosnaʔ              | mosaʔ              | *mos-          | *moʔos-           |
| 6      | tuhtup             | tohtik             | *tuhtu.k      | tuhnaʔ              | tuhtaʔ             | *tuhtu-        | *tuhtu-           |
| 7      | guš.tuhtup         | vuš.tohtik         | *wuš.tuhtu.k  | wis.tuhnaʔ          | kuʔyaʔy            | *wistuhtu-     | *wis.tuhtu-       |
| 8      | tuku.tuhtup        | todohtik           | *tuku.tuhtu.k | tuk.tuhnaʔ          | tuku.tuhtaʔy       | *tuku.tuhtu-   | *tuku.tuhtu-      |
| 9      | taš.tuhtup         | taš.tohtik         | *tas.tuhtu.k  | baks.tuhnaʔ         | maks.tuhtaʔy       | *maks.tuhtu-   | *mak.tas.tuhtu-   |
| 10     | makp               | mahk               | *mahk         | baknaʔ              | mahkaʔy            | *mahk-         | *mahk-            |